# 马某火者
马某火者（?—?），元朝大臣，元惠宗时中书参知政事。
至正十二年（1352年）闰三月，马某火者担任兵部侍郎，受命与工部尚書朶來到上都、察罕脑儿、集宁等地，分发军粮，转任山东宣慰使。至正十五年（1355年）七月，親王失里門率兵守曹州，山東宣慰馬某火者以兵分府沂州、莒州等處。至正十八年（1358年），入朝担任中书省参知政事，不久改任崇福司使。